# Buffet (Aerodynamik)
Buffet ist ein Phänomen der Aerodynamik. Es tritt für gewöhnlich im transsonischen Geschwindigkeitsbereich auf (dem Bereich, in dem die Anströmgeschwindigkeit zwar noch im Unterschall liegt, auf dem Tragflügel aber schon Überschall erreicht wird). Wenn Buffet auftritt, dann gerät die sonst stationäre Strömung in einen instationären Zustand – in anderen Worten, sie ändert sich mit der Zeit und gerät in periodische Schwingungen.
Buffet wird ausgelöst durch die Interaktion von Verdichtungsstoß und einer abgelösten turbulenten Grenzschicht hinter dem Stoß. Im transsonischen Geschwindigkeitsbereich tritt mindestens ein lokales Überschallgebiet auf, an dessen Ende (stromabwärts) ein Verdichtungsstoß liegt. Wenn dann der Anstellwinkel so weit erhöht wird, dass hinter dem Stoß eine lokale (nicht zu kleine) Grenzschichtablösung stattfindet, dann führt deren Interaktion zu Buffet. Das Einsetzen von Buffet tritt ohne Fremdanregung ab einem bestimmten Auftriebswert auf, verstärkt sich durch selbstangeregte Schwingungen selbst und setzt über einem bestimmten Anstellwinkel/Auftriebswert wieder von alleine aus.
In der Praxis sieht Buffet wie folgt aus: Ab einer bestimmten lokalen Ablöselänge wird der Verdichtungsstoß stromaufwärts in Richtung Flügelvorderkante gedrängt. Dadurch ändert er seine Stoßstärke (das Druckverhältnis von vor und nach dem Stoß). Davon jedoch hängt wiederum der (positive) Druckgradient nach dem Stoß ab, der direkt die Länge der Ablösung bestimmt. Die Ablösung wird kleiner und erlaubt dem Verdichtungsstoß wieder zurück stromabwärts zu kommen. Das aber vergrößert wiederum die Ablöselänge und verdrängt den Stoß wieder nach vorne und der Kreis ist geschlossen. 
Der Verdichtungsstoß wandert periodisch vor und zurück und die Strömungsablösung von der Tragfläche ändert ebenso periodisch seine Länge. Da die Stoßstärke direkt den aerodynamischen Widerstand beeinflusst und die Ablöselänge den Auftrieb, werden diese periodischen Schwingungen in die Tragflügelstruktur induziert. Die strukturelle Antwort der Flugzeugstruktur auf Buffet nennt sich Buffeting und kann schwerwiegende Folgen für die Struktur und den Flugzustand haben.